# 横水镇 (洛阳市)
横水镇，是中华人民共和国河南省洛陽市孟津区下辖的一个乡镇级行政单位。

## 行政区划
横水镇下辖以下地区：
横水村、古县村、文公村、会廛沟村、光华村、寒水村、红光村、上院村、元庄村、阎庄村、长岭村、西沟村、张庄村、红桥村、铁楼村、寒亮村和新华村。